# Rosemonde Clifford
Pour les articles homonymes, voir Clifford.
Rosemonde Clifford (prob. avant 1140 –1176), dite la « Belle Rosemonde », « the fair Rosamund » en anglais, fut la maîtresse préférée du roi Henri II d'Angleterre.

## Biographie
Rosemonde Clifford est probablement née avant 1140. Elle est la fille de Gautier fitz Richard, seigneur anglo-normand de Clifford, possessionné sur les marches de l'Angleterre et du Pays de Galles, et de Margaret de Tosny.
Connue pour sa beauté, elle attire le regard de Henri II. Le roi la rencontre peut-être durant une campagne en 1165, au Pays de Galles, en faisant halte au château de son père.  La liaison avec le roi ne devient publique qu'en 1174, après la révolte de ses fils, lorsque la reine Aliénor d'Aquitaine est disgraciée et emprisonnée,. Rosemonde devient donc la maîtresse officielle du roi. Bien que d'origine germanique (Hros-, « cheval » et -mund, « protection ») , ce nom de Rosemonde (qui ne serait peut-être qu'un surnom de la part du roi, pour Jane) est compris, dès le Moyen Âge, comme de formation latine : rosa mundi, « rose du monde », ou rosa munda, « rose pure ». Giraud de Barri, colporteur de ragots de cour et friand de jeux de mots, mentionne que l'on devrait plutôt la nommer « Rose immonde ». 
Henri fait construire une maison pour elle, Everswell, près du Palais de Woodstock. La légende en a fait un labyrinthe. 
Elle n'a aucune influence politique sur le roi, et c'est pourquoi celui-ci ne divorce pas de sa femme. Henri II l'envisage pourtant très sérieusement, puisqu'il fait venir le cardinal Uguccione, nonce apostolique, le 27 octobre 1175, en vue de faire dissoudre son mariage avec Aliénor et de se remarier avec Rosemonde. Mais le pape oppose une ferme résistance.

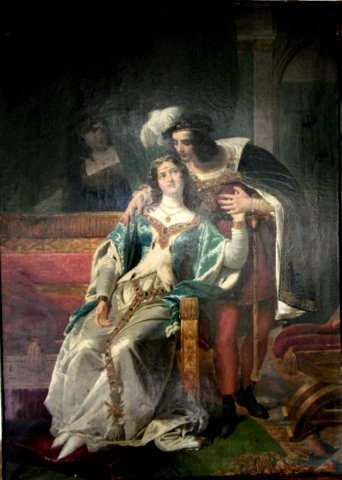
Rosemonde Clifford et le roi Henri II d'Angleterre, huile sur toile peinte par Raymond A. Quinsac Monvoisin, exposée au Salon de 1827 No 745 (collection privée, France)

Rosemonde ne profite pas longtemps de sa situation, car elle meurt en 1176. Elle est inhumée au milieu du chœur de l'église du couvent de Godstow (près d'Oxford), où elle s'était retirée, en face du grand autel. La tombe est magnifiquement décorée de lampes et de bougies en cire.
Le roi, dévasté de chagrin, fait de grosses donations au couvent pour son tombeau. En 1191, quelques années après la mort du roi, Hugues, l'évêque de Lincoln, de passage à Godstow, fait déplacer ses restes « car c'était une putain,, ». Son corps est réenterré à l'extérieur, dans le cimetière du couvent, et sur sa pierre tombale est gravée l'épitaphe :
« Hic jacet in tumulo Rosa Mundi non Rosa Munda ;

Non redolet sed olet quae redolere solet, »
D'après W. L. Warren, Rosemonde aura été le grand amour d'Henri II.

## Dans la légende
De nombreux contes et légendes entourent la vie de Rosemonde, qui est entrée dans le patrimoine du folklore anglais. Ainsi, on a longtemps rapporté le fait qu'elle aurait donné le jour à deux bâtards royaux : Geoffroy (1152-1212), archevêque d'York, et Guillaume de Longue-Épée (vers 1170-1226), comte de Salisbury. Cette question a donné lieu à de longs débats, qui peuvent surprendre l'historien moderne car Rosemonde ne connaissait pas encore Henri au moment de la naissance de Geoffroy. Selon Gautier Map, il semble que la mère de Geoffroy soit Ykenai, une prostituée, et que celle de Guillaume soit Ida, future femme de Roger Bigot, 2e comte de Norfolk,. 
Une autre légende fait d'Aliénor d'Aquitaine sa meurtrière. Celle-ci lui aurait donné le choix entre le poison et le couteau, avant de l'assassiner. Légende sans fondement car Aliénor est détenue en captivité, probablement dans la tour de Old Sarum à Salisbury, sous bonne garde, au moment de la mort de Rosemonde.

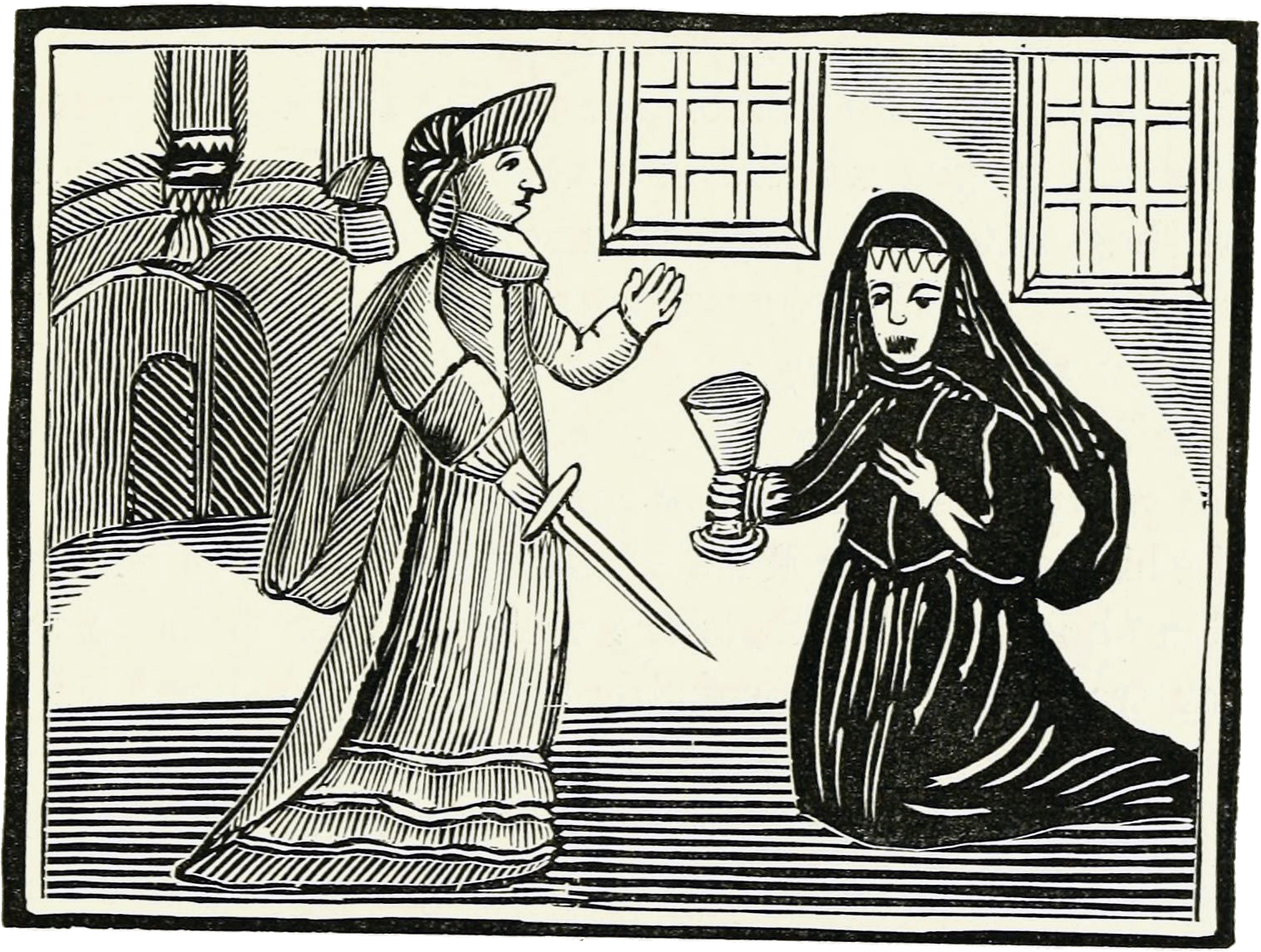
Le choix du couteau ou du poison. (Illustration d'un livre de colportage anglais du XVIIe siècle.)
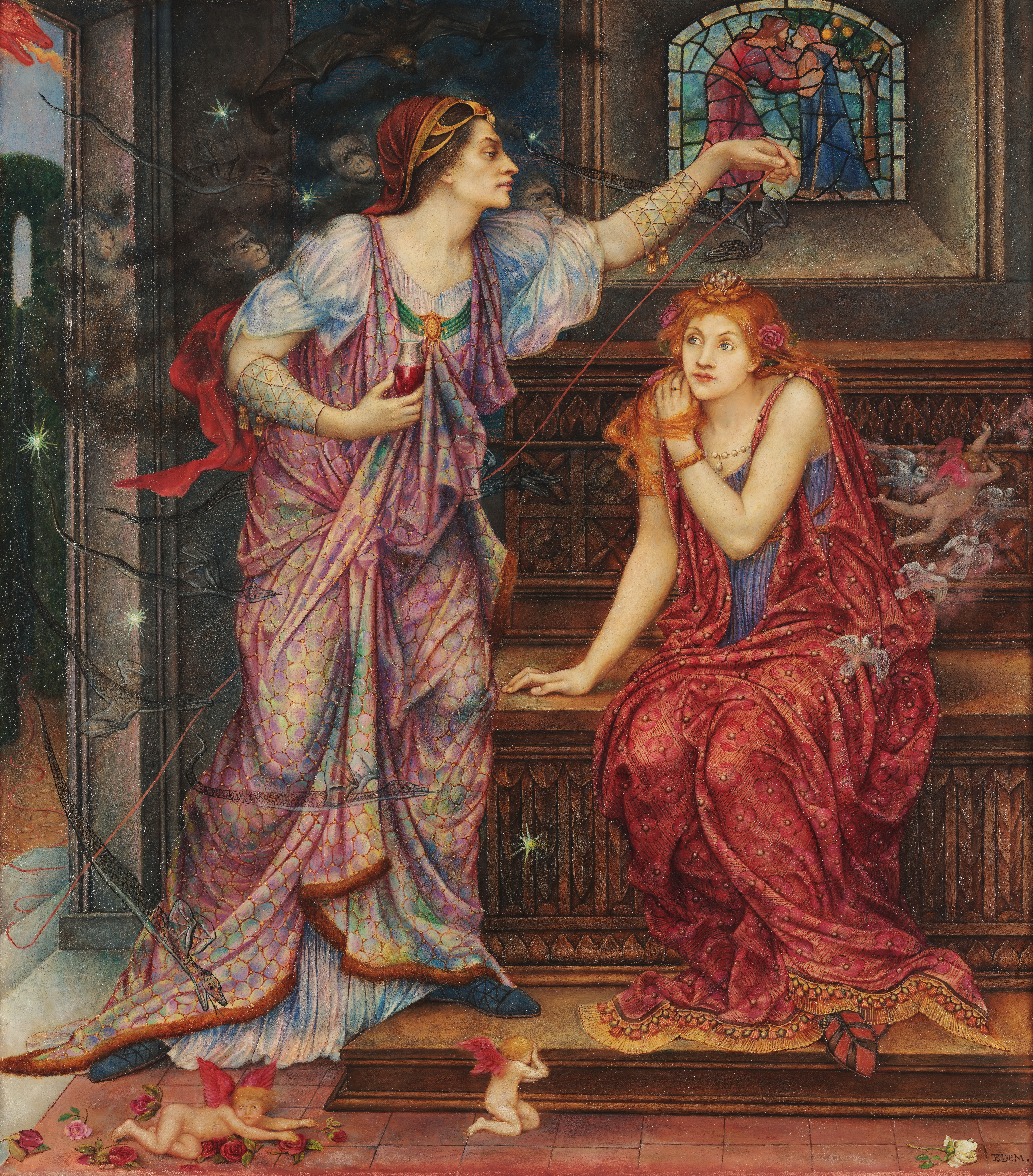
Dans un labyrinthe, Aliénor d'Aquitaine cache une fiole de poison à Rosemonde, tout en tenant un fil d'Ariane permettant de trouver la sortie.